# Mysien

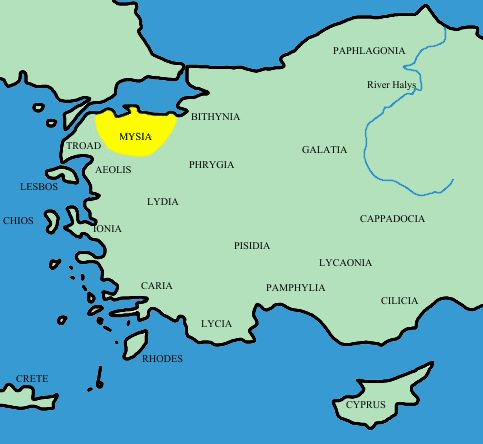
Mysiens läge utmärkt på en karta över Asia Minor.

Mysien (grekiska: Μυσία, turkiska: Misya) var ett antikt landskap i nordvästra Mindre Asien eller Anatolien i det moderna Turkiet, på Marmarasjöns södra kust. Det angränsades av Bithynien i öst, Frygien i sydost, Lydien i söder, Aiolien i sydväst och Propontis i norr. Under antiken beboddes området av myser, frygier, aioler, greker, och andra folkgrupper.
Landet har fått sitt namn efter den trakiska folkgruppen mysoí, som förmodligen kom hit redan på 1100-talet f.Kr. Deras härstamning är oklar, men de har eventuellt, liksom frygierna, invandrat från trakterna kring nedre Donau, det område som senare blev Moesia. Assyrierna i Mindre Asien kallade mysernas och frygiernas område för Muški, eftersom de båda stammarna var svåra att skilja åt.

## Geografi
Mysiens exakta gränser är svåra att fastställa. Gränsen mot Frygien var flytande, och i nordväst räknas Troas ibland som tillhörande Mysien, ibland inte. Landets norra del kallades av grekerna Mysia Minor eller Hellespontica, medan den södra kallades Major eller Pergamene.

### Topografi
De främsta landmärkena är bergen Ida (nuvarande Kaz Dağı) och Mysiska Olympos (nuvarande Uludağ) i norr och Tymnos (Demir Dağı) i söder, som utgjorde gränsen mot Lydien. De största floderna i de norra delarna var Makestos och dess biflod Rhyndakos, som båda rinner upp i Frygien och som efter att ha delat upp sig åter förenas efter Apolloniatis-sjön cirka 24 km från Propontis. Kaïkos i söder rinner upp i Tymnos, och därifrån flyter den västerut, ut i det Egeiska havet, inom några kilometers avstånd från landets viktigaste stad Pergamon. I norra delen av provinsen finns två ansenliga sjöar, Artynia eller Apolloniatis (Abulliont Geul), och Aphnitis (Maniyas Geul), som båda har utflöde i Makestos, den första österifrån och den andra västerifrån.

### Städer
De viktigaste städerna i Mysien var Pergamon i Kaïkos dalgång och Kyzikos vid Propontis. Längs kusten låg ett otal grekiska städer, varav flera var mycket viktiga. I norr låg bland andra Parion, Lampsakos och Abydos, och i söder Assos och Adramyttion. Längre söderut, i Eleatiska viken, låg Elaea, Myrina och Kyme.

## Religion
Mysien omnämns i Apostlagärningarna som en av platserna dit aposteln Paulus färdades.
Sedan togo de vägen genom Frygien och det galatiska landet; de
förhindrades nämligen av den helige Ande att förkunna ordet i
provinsen Asien.
Och när de hade kommit fram emot Mysien, försökte de att fara in
i Bitynien, men Jesu Ande tillstadde dem det icke.
Då begåvo de sig över Mysien ned till Troas.
(Apostlagärningarna 16:6-8)